# Honey honey (日本のバンド)
honey honey（ハニーハニー）は、日本のロックバンド。

## メンバー
- 磯貝新一郎（ボーカル&ギター）
- 黒田真行（ギター&コーラス）

解散後はピストルモンキー(ズ)のギタリストとしても活動していた。
- 武田真（ギター&コーラス）
- 平山和彦（ベース）
- 塩谷直人（ドラムス）

解散後はピストルモンキー(ズ)のドラマー、フロウズンのサポートメンバーとしても活動。

## 概要・略歴
1996年結成。1997年、east west japanからシングル「Hello There」でデビュー。同年10月には伊藤銀次がプロデュースした1stアルバム『GO! SOLID』をリリース。
1999年には自主レーベル"GRASS RECORDS"に移籍し、アルバム『That Spiritual Green』をリリース。
2000年3月解散。

## タイアップ一覧
| 使用年 | 曲名             | タイアップ                            |
| ------ | ---------------- | ------------------------------------- |
| 1997年 | Darling, Darling | TBS系『ランク王国』オープニングテーマ |

## 主なライブ
- honey honey 2days（E.L.L.、12月26日 - 27日）[3]